# Alice Herbst
Alice Minna Irmeli Herbst, född 13 april 1993 i Stockholm, är en svensk fotomodell. Hon vann Top Model Sverige 2012.
Herbst är kusin till fotomodellen Elsa Hosk.

### Fotnoter
1. ↑  Therese Lindström (10 april 2012). ”Alice vann "Top model"”. Dagens nyheter. http://www.dn.se/kultur-noje/film-tv/alice-vann-top-model/. Läst 18 januari 2015.